# Guido Messina
Guido Messina, född den 4 januari 1931 i Monreale, död den 10 januari 2020 i Caselette, var en italiensk tävlingscyklist som var professionell från 1954 och firade sina största framgångar på bana och blev trefaldig världsmästare i individuellt förföljelselopp (1954–1956). Som amatör blev han världsmästare i samma disciplin 1948 och 1953, samt olympisk guldmedaljör i lagförföljelselopp 1952 i Helsingfors.
På landsväg vann Messina en etapp i Giro d'Italia 1955.